# Joventut Comunista dels Pobles d'Espanya
La Joventut Comunista dels Pobles d'Espanya (JCPE) és l'organització juvenil del Partit Comunista dels Pobles d'Espanya (PCPE). En el plànol internacional manté relacions amb organitzacions juvenils comunistes i revolucionàries de diferents llocs del món.

## Història
La JCPE va ser fundada el 13 de maig de 2017 en un ple de joves a iniciativa del Comitè Central del PCPE com la seua organització juvenil després de la crisi interna viscuda pel PCPE a l'abril de 2017 que va suposar la ruptura amb la que fins llavors havia sigut la seua organització juvenil, els Col·lectius de Joves Comunistes (CJC).
Al novembre de 2018 una delegació de la JCPE és convidada per la Unió de Joves Comunistes a visitar Cuba, mantenint intercanvis amb les direccions de les organitzacions polítiques i de masses del país amb la finalitat d'enfortir les relacions. Al desembre del mateix any, la J-PCPE va celebrar la seua I'Escola Central de Formació a Vila-real.
A l'abril de 2019 se celebra la I Conferència de la JCPE sota el lema «La joventut obrera i popular planta cara, ens organitzem per a vèncer». S'adopta un nou logotip i la denominació de Joventut Comunista dels Pobles d'Espanya (JCPE). Maite Plazas resulta triada com a Responsable Política de la JCPE. Al novembre de 2019 la JCPE va acudir com a delegació internacional al I Congrés Internacional de Joves i Estudiants organitzat pel Fòrum de São Paulo a Caracas.
Des de l'any 2019 la JCPE ha enviat delegacions cada any a la Festa do Avante!, del Partit Comunista Portuguès, mantenint reunions amb diverses organitzacions. I en 2021 i 2022 al costat del PCPE participant en l'àrea internacional.
Els dies 10, 11 i 12 de setembre de 2021 en la Serra de Guadarrama s'organitza el I Campament de la Joventut, reunint a militants de diferents territoris de l'estat. La segona edició del campament es va realitzar els dies 23, 24 i 25 de setembre de 2022, novament a la Serra de Guadarrama.
El 16 de juliol de 2020 militants de la JCPE van participar en la paralització d'un desnonament en La Drassana (Cantàbria). Amb un gran dispositiu de la Guàrdia Civil la concentració va acabar amb una càrrega policial i un militant de la JCPE va ser agredit dins del portal. Hui en dia està en procés judicial acusat al costat d'un altre activista d'atemptat a l'autoritat. També el 6 de maig de 2021, en la Universitat Jaume I de Castelló, en les protestes per la visita de Felip VI a la universitat, un militant de la JCPE va ser arrestat, al costat d'un altre activista, i finalment condemnat a sis mesos de presó per atemptat a l'autoritat.

## Responsables polítics
| Període     | Responsable Polític/a |
| ----------- | --------------------- |
| 2017 - 2019 | Alejandro Navarro     |
| 2019 - 2020 | Maite Places          |
| Des de 2020 | Javier Cayuela        |